# Liste der Nummer-eins-Hits in Frankreich (1972)
Diese Liste enthält alle Nummer-eins-Hits in Frankreich im Jahr 1972. Es gab in diesem Jahr 24 Nummer-eins-Singles und 9 Nummer-eins-Alben.

## Singles
| | Liste der Nummer-eins-Hits in Frankreich | Liste der Nummer-eins-Hits in Frankreich | Liste der Nummer-eins-Hits in Frankreich                                                      | 1973 →                    |
| \| Zeitraum \| Wo. ges. \| Interpret \| Titel Autor(en) \| Zusätzliche Informationen \| \| (Zeitraum, Wochen auf Platz eins, Interpret, Titel, Autor[en], zusätzliche Informationen) \| \| \| \| \| \| ----------------------------------------------------------------------------------------- \| -------- \| ----------------------------- \| --------------------------------------------------------------------------------------------- \| ------------------------- \| \| 16. Dezember 1971 – 5. Januar 1972 3 Wochen \| 3 \| Stone & Éric Charden \| L’avventura \| – \| \| 6. Januar 1972 – 12. Januar 1972 1 Woche \| 1 \| Claude François \| Il fait beau, il fait bon \| – \| \| 13. Januar 1972 – 2. Februar 1972 3 Wochen \| 3 \| Julien Clerc \| Ce n’est rien \| – \| \| 3. Februar 1972 – 9. Februar 1972 1 Woche \| 1 \| Salvatore Adamo \| J’avais oublié que les roses sont roses \| – \| \| 10. Februar 1972 – 8. März 1972 4 Wochen \| 4 \| Ringo \| Elle, je ne veux qu’elle \| – \| \| 9. März 1972 – 22. März 1972 2 Wochen \| 2 \| Gérard Palaprat \| Pour la fin du monde \| – \| \| 23. März 1972 – 5. April 1972 2 Wochen \| 2 \| Gérard Lenorman \| De toi \| – \| \| 6. April 1972 – 26. April 1972 3 Wochen \| 3 \| Michel Polnareff \| Holidays \| – \| \| 27. April 1972 – 10. Mai 1972 2 Wochen \| 2 \| Vicky Leandros \| Après toi \| – \| \| 11. Mai 1972 – 31. Mai 1972 3 Wochen (insgesamt 4) \| 4 \| Mike Brant \| Qui saura? \| – \| \| 1. Juni 1972 – 14. Juni 1972 2 Wochen \| 2 \| C. Jérôme \| Kiss Me \| – \| \| 15. Juni 1972 – 28. Juni 1972 2 Wochen \| 2 \| Patrick Juvet \| La musica \| – \| \| 29. Juni 1972 – 12. Juli 1972 2 Wochen \| 2 \| Ringo \| Trop belle pour rester seule \| – \| \| 13. Juli 1972 – 19. Juli 1972 1 Woche (insgesamt 4) \| 4 \| Mike Brant \| Qui saura? \| – \| \| 20. Juli 1972 – 26. Juli 1972 1 Woche (insgesamt 4) \| 4 \| Hot Butter \| Popcorn \| – \| \| 27. Juli 1972 – 2. August 1972 1 Woche \| 1 \| Christian Delagrange \| Sans toi je suis seul \| – \| \| 3. August 1972 – 9. August 1972 1 Woche (insgesamt 3) \| 3 \| Michel Fugain et le Big Bazar \| Une belle histoire \| – \| \| 10. August 1972 – 30. August 1972 3 Wochen (insgesamt 4) \| 4 \| Hot Butter \| Popcorn \| – \| \| 31. August 1972 – 6. September 1972 1 Woche (insgesamt 3) \| 3 \| Michel Fugain et le Big Bazar \| Une belle histoire \| – \| \| 7. September 1972 – 13. September 1972 1 Woche \| 1 \| Charles Aznavour \| Comme ils disent \| – \| \| 14. September 1972 – 20. September 1972 1 Woche (insgesamt 3) \| 3 \| Michel Fugain et le Big Bazar \| Une belle histoire \| – \| \| 21. September 1972 – 4. Oktober 1972 2 Wochen \| 2 \| Gilbert O’Sullivan \| Alone Again (Naturally) \| – \| \| 5. Oktober 1972 – 18. Oktober 1972 2 Wochen \| 2 \| Stone & Éric Charden \| Laisse aller la musique \| – \| \| 19. Oktober 1972 – 15. November 1972 4 Wochen \| 4 \| Mike Brant \| C’est ma prière \| – \| \| 16. November 1972 – 22. November 1972 1 Woche (insgesamt 5) \| 5 \| Frédéric François \| Laisse-moi vivre ma vie \| – \| \| 23. November 1972 – 6. Dezember 1972 2 Wochen \| 2 \| Gérard Lenorman \| Les matins d’hiver \| – \| \| 7. Dezember 1972 – 13. Dezember 1972 1 Woche (insgesamt 5) \| 5 \| Frédéric François \| Laisse-moi vivre ma vie \| – \| \| 14. Dezember 1972 – 20. Dezember 1972 1 Woche \| 1 \| C. Jérôme \| Himalaya \| – \| \| 21. Dezember 1972 – 14. Januar 1973 4 Wochen \| 4 \| Claude François \| Le lundi au soleil Musik: Patrick Pierre Juvet; Text: Franck Thomas, Jean-Michel Franck Rivat \| – \| |                                          |                                          |                                                                                               |                           |
| |                                          |                                          |                                                                                               | → 1973 →                  |
| Zeitraum | Wo. ges.                                 | Interpret                                | Titel Autor(en)                                                                               | Zusätzliche Informationen |
| (Zeitraum, Wochen auf Platz eins, Interpret, Titel, Autor[en], zusätzliche Informationen) |                                          |                                          |                                                                                               |                           |
| 16. Dezember 1971 – 5. Januar 1972 3 Wochen | 3                                        | Stone & Éric Charden                     | L’avventura                                                                                   | –                         |
| 6. Januar 1972 – 12. Januar 1972 1 Woche | 1                                        | Claude François                          | Il fait beau, il fait bon                                                                     | –                         |
| 13. Januar 1972 – 2. Februar 1972 3 Wochen | 3                                        | Julien Clerc                             | Ce n’est rien                                                                                 | –                         |
| 3. Februar 1972 – 9. Februar 1972 1 Woche | 1                                        | Salvatore Adamo                          | J’avais oublié que les roses sont roses                                                       | –                         |
| 10. Februar 1972 – 8. März 1972 4 Wochen | 4                                        | Ringo                                    | Elle, je ne veux qu’elle                                                                      | –                         |
| 9. März 1972 – 22. März 1972 2 Wochen | 2                                        | Gérard Palaprat                          | Pour la fin du monde                                                                          | –                         |
| 23. März 1972 – 5. April 1972 2 Wochen | 2                                        | Gérard Lenorman                          | De toi                                                                                        | –                         |
| 6. April 1972 – 26. April 1972 3 Wochen | 3                                        | Michel Polnareff                         | Holidays                                                                                      | –                         |
| 27. April 1972 – 10. Mai 1972 2 Wochen | 2                                        | Vicky Leandros                           | Après toi                                                                                     | –                         |
| 11. Mai 1972 – 31. Mai 1972 3 Wochen (insgesamt 4) | 4                                        | Mike Brant                               | Qui saura?                                                                                    | –                         |
| 1. Juni 1972 – 14. Juni 1972 2 Wochen | 2                                        | C. Jérôme                                | Kiss Me                                                                                       | –                         |
| 15. Juni 1972 – 28. Juni 1972 2 Wochen | 2                                        | Patrick Juvet                            | La musica                                                                                     | –                         |
| 29. Juni 1972 – 12. Juli 1972 2 Wochen | 2                                        | Ringo                                    | Trop belle pour rester seule                                                                  | –                         |
| 13. Juli 1972 – 19. Juli 1972 1 Woche (insgesamt 4) | 4                                        | Mike Brant                               | Qui saura?                                                                                    | –                         |
| 20. Juli 1972 – 26. Juli 1972 1 Woche (insgesamt 4) | 4                                        | Hot Butter                               | Popcorn                                                                                       | –                         |
| 27. Juli 1972 – 2. August 1972 1 Woche | 1                                        | Christian Delagrange                     | Sans toi je suis seul                                                                         | –                         |
| 3. August 1972 – 9. August 1972 1 Woche (insgesamt 3) | 3                                        | Michel Fugain et le Big Bazar            | Une belle histoire                                                                            | –                         |
| 10. August 1972 – 30. August 1972 3 Wochen (insgesamt 4) | 4                                        | Hot Butter                               | Popcorn                                                                                       | –                         |
| 31. August 1972 – 6. September 1972 1 Woche (insgesamt 3) | 3                                        | Michel Fugain et le Big Bazar            | Une belle histoire                                                                            | –                         |
| 7. September 1972 – 13. September 1972 1 Woche | 1                                        | Charles Aznavour                         | Comme ils disent                                                                              | –                         |
| 14. September 1972 – 20. September 1972 1 Woche (insgesamt 3) | 3                                        | Michel Fugain et le Big Bazar            | Une belle histoire                                                                            | –                         |
| 21. September 1972 – 4. Oktober 1972 2 Wochen | 2                                        | Gilbert O’Sullivan                       | Alone Again (Naturally)                                                                       | –                         |
| 5. Oktober 1972 – 18. Oktober 1972 2 Wochen | 2                                        | Stone & Éric Charden                     | Laisse aller la musique                                                                       | –                         |
| 19. Oktober 1972 – 15. November 1972 4 Wochen | 4                                        | Mike Brant                               | C’est ma prière                                                                               | –                         |
| 16. November 1972 – 22. November 1972 1 Woche (insgesamt 5) | 5                                        | Frédéric François                        | Laisse-moi vivre ma vie                                                                       | –                         |
| 23. November 1972 – 6. Dezember 1972 2 Wochen | 2                                        | Gérard Lenorman                          | Les matins d’hiver                                                                            | –                         |
| 7. Dezember 1972 – 13. Dezember 1972 1 Woche (insgesamt 5) | 5                                        | Frédéric François                        | Laisse-moi vivre ma vie                                                                       | –                         |
| 14. Dezember 1972 – 20. Dezember 1972 1 Woche | 1                                        | C. Jérôme                                | Himalaya                                                                                      | –                         |
| 21. Dezember 1972 – 14. Januar 1973 4 Wochen | 4                                        | Claude François                          | Le lundi au soleil Musik: Patrick Pierre Juvet; Text: Franck Thomas, Jean-Michel Franck Rivat | –                         |

## Alben
| | Liste der Nummer-eins-Hits in Frankreich | Liste der Nummer-eins-Hits in Frankreich | Liste der Nummer-eins-Hits in Frankreich | 1973 →                    |
| \| Zeitraum \| Wo. ges. \| Interpret \| Titel \| Zusätzliche Informationen \| \| (Zeitraum, Wochen auf Platz eins, Interpret, Titel, zusätzliche Informationen) \| \| \| \| \| \| ------------------------------------------------------------------------------ \| -------- \| ---------------- \| ------------------------------- \| ------------------------- \| \| 30. Dezember 1971 – 9. Februar 1972 6 Wochen \| 6 \| Julien Clerc \| Julien Clerc 71 \| – \| \| 10. Februar 1972 – 16. Februar 1972 1 Woche \| 1 \| Thierry Le Luron \| Thierry Le Luron Vol. 2 \| – \| \| 17. Februar 1972 – 31. Mai 1972 15 Wochen (insgesamt 25) \| 25 \| Jean Ferrat \| Ferrat chante Aragon \| – \| \| 1. Juni 1972 – 7. Juni 1972 1 Woche \| 1 \| (Soundtrack) \| Il était une fois la révolution \| – \| \| 8. Juni 1972 – 5. Juli 1972 4 Wochen (insgesamt 25) \| 25 \| Jean Ferrat \| Ferrat chante Aragon \| – \| \| 6. Juli 1972 – 19. Juli 1972 2 Wochen (insgesamt 3) \| 3 \| Pink Floyd \| Obscured by Clouds \| – \| \| 20. Juli 1972 – 26. Juli 1972 1 Woche \| 1 \| Johnny Hallyday \| Country-Folk-Rock \| – \| \| 27. Juli 1972 – 2. August 1972 1 Woche (insgesamt 3) \| 3 \| Pink Floyd \| Obscured by Clouds \| – \| \| 3. August 1972 – 6. September 1972 5 Wochen \| 5 \| Deep Purple \| Machine Head \| – \| \| 7. September 1972 – 4. Oktober 1972 4 Wochen (insgesamt 25) \| 25 \| Jean Ferrat \| Ferrat chante Aragon \| – \| \| 5. Oktober 1972 – 18. Oktober 1972 2 Wochen \| 2 \| Mort Shuman \| Amerika \| – \| \| 19. Oktober 1972 – 1. November 1972 2 Wochen (insgesamt 25) \| 25 \| Jean Ferrat \| Ferrat chante Aragon \| – \| \| 2. November 1972 – 4. März 1973 18 Wochen \| 18 \| Georges Brassens \| N° 11: Ferndande \| – \| |                                          |                                          |                                          |                           |
| |                                          |                                          |                                          | → 1973 →                  |
| Zeitraum | Wo. ges.                                 | Interpret                                | Titel                                    | Zusätzliche Informationen |
| (Zeitraum, Wochen auf Platz eins, Interpret, Titel, zusätzliche Informationen) |                                          |                                          |                                          |                           |
| 30. Dezember 1971 – 9. Februar 1972 6 Wochen | 6                                        | Julien Clerc                             | Julien Clerc 71                          | –                         |
| 10. Februar 1972 – 16. Februar 1972 1 Woche | 1                                        | Thierry Le Luron                         | Thierry Le Luron Vol. 2                  | –                         |
| 17. Februar 1972 – 31. Mai 1972 15 Wochen (insgesamt 25) | 25                                       | Jean Ferrat                              | Ferrat chante Aragon                     | –                         |
| 1. Juni 1972 – 7. Juni 1972 1 Woche | 1                                        | (Soundtrack)                             | Il était une fois la révolution          | –                         |
| 8. Juni 1972 – 5. Juli 1972 4 Wochen (insgesamt 25) | 25                                       | Jean Ferrat                              | Ferrat chante Aragon                     | –                         |
| 6. Juli 1972 – 19. Juli 1972 2 Wochen (insgesamt 3) | 3                                        | Pink Floyd                               | Obscured by Clouds                       | –                         |
| 20. Juli 1972 – 26. Juli 1972 1 Woche | 1                                        | Johnny Hallyday                          | Country-Folk-Rock                        | –                         |
| 27. Juli 1972 – 2. August 1972 1 Woche (insgesamt 3) | 3                                        | Pink Floyd                               | Obscured by Clouds                       | –                         |
| 3. August 1972 – 6. September 1972 5 Wochen | 5                                        | Deep Purple                              | Machine Head                             | –                         |
| 7. September 1972 – 4. Oktober 1972 4 Wochen (insgesamt 25) | 25                                       | Jean Ferrat                              | Ferrat chante Aragon                     | –                         |
| 5. Oktober 1972 – 18. Oktober 1972 2 Wochen | 2                                        | Mort Shuman                              | Amerika                                  | –                         |
| 19. Oktober 1972 – 1. November 1972 2 Wochen (insgesamt 25) | 25                                       | Jean Ferrat                              | Ferrat chante Aragon                     | –                         |
| 2. November 1972 – 4. März 1973 18 Wochen | 18                                       | Georges Brassens                         | N° 11: Ferndande                         | –                         |